# 천하인
천하인(天下人, てんかびと / てんかにん)은, 일본의 역사 용어이다.
’천하(天下)의 정권(政権)을 손에 쥔 사람‘이라는 뜻으로, 일본에서는 주로 센고쿠 시대(戦国時代)에서 에도 시대(江戸時代) 초기에 걸쳐, 당시 일본령이 아니었던 류큐(琉球, 오키나와현)와 에조치(蝦夷地, 홋카이도) 대부분을 제외한 일본 열도 전역 자체를 통일하고 그 지배하에 둔 자를 가리키는 말로 쓰였다.

## 기원
애초에 「천하」(天下)는 세계 전체를 가리키는 추상적인 개념으로 고대 중국의 사상 개념이었던 것을 동아시아 국가들이 수입해 사용했고, 일본도 그 가운데 하나였다. 일본에서 「천하」라는 말은 소가노 우마코(蘇我馬子)가 처음 세운 법흥사(法興寺)의 탑의 노반명(露盤銘)을 통해 오키미 스이코(推古天皇) 재위 4년(596년)에 사용한 것이 확인된다. 또한 천황(天皇)이라는 명칭의 전신에 해당하는 아메노시타시로시메스오키미(治天下大王, あめのしたしろしめすおおきみ) 등이 존재했다. 
「천하인」이라는 말이 언제부터 사용되었고 누가 사용하였는가, 라는 것에 대해서는 정해진 설이 없지만, 에도 시대 초기인 겐나(元和) 7년(1621년) 이후 편찬된 『가와스미 태합기』(川角太閤記)가 최초였다고 알려져 있으며, 이 무렵부터 이미 천하인이라는 말이 보급 ・ 정착되어 가고 있었던 것으로 볼 수 있다.

### 천하인의 정의

#### 천하인으로 보이기 위한 조건

##### 일본 전역을 장악한 자
앞에서 서술한 대로 천하는 단어 자체로는 ’하늘 아래 모든 세계‘를 의미하지만, 동아시아 세계에서 천하는 주로 군주의 지배 권력과 결부지어 설명되곤 했다. 일본에서는 중국의 제도를 모방한 천황 중심의 율령국가를 수립하고 천황이 주재하는 조정의 지배 권력이 미치는 범위 역시 ’천하‘라고 선포하였다. 그것은 중국과 마찬가지로 직접 통치와 간접 지배(영향권)를 구분하지 않은 관념적인 동시에 자의적인 것으로, 실제 지배력은 조정을 중심으로 하는 중앙 권력 기구와 그 중앙에서 설치한 행정 관청을 중심으로 중앙의 실효 지배가 실현되는 범위 안으로 한정되어 있었다. 이를 일본 66주(日本六十余州)라고 한다.
천하인은 그 천하를 잡은 사람으로서 당연히 천하인으로 불리기 위한 조건이 필요했고. 그 천하인이 잡은 ‘천하’(天下)가 무엇인가 그 구체적인 내용은 일본에서 시대에 따라 일관된 것이 아니었다. 
예를 들어 일본 무가정권의 시조로서 ‘최초의 천하인’으로 평가되는 미나모토노 요리토모(源頼朝)는 자신이 행하는 사업을 「천하의 초창」(天下の草創)이라고 칭했고, 훗날 도요토미 히데요시(豊臣秀吉)나 도쿠가와 이에야스(徳川家康)가 일본 66주를 지배한 것과 비교하면, 요리토모가 직접 지배한 지역은 비교가 될 수 없을 만큼 규모가 작았다. 그러나 요리토모가 천하인으로 불릴 수 있는 것은 그가 고케닌(御家人) 제도라 불리는 각각의 무사들과의 ‘어은’(御恩)과 ‘봉공’(奉公)이라는 단어로 통칭되는 주종적 관계를 통해 일본 전국에 영향력을 미칠 수 있었기 때문이다. 아시카가 타카우지(足利尊氏) 역시도 마찬가지로 설명이 가능하다.
무로마치 시대(室町時代) 후기, 「천하」는 원래의 의미 이외에 「교토(京都)를 중심으로 하는 주변 지역」이라는 의미로도 쓰였다. 일본에서도 수도를 중심으로 하는 ‘수도권’ 지역을 두고 중국식 한자명을 그대로 가져다 기나이(畿内)라고 불렀고, 이 시대의 ‘천하인’ 무로마치 쇼군(将軍)은 임금인 천황의 왕권을 끼고 교토를 중핵으로 하는 주변 지역을 지배했으며, 지방의 여러 다이묘(大名)들에게도 종속 ・ 통제하에 있어 지방 분쟁을 조정하는 역할을 맡고 있었고, 센고쿠 시대에 오와리 국(尾張国)의 오다 노부나가(織田信長)는 쇼군 아시카가 요시아키(足利義昭)를 끼고 직접적으로 이 역할을 맡았으며(천하포무), 겐키(元亀) 4년(1573년)에는 아예 쇼군 요시아키를 내쫓고 자신이 기존의 천하인이라는 입장을 이어받아 지방의 다이묘들을 종속 ・ 통제하에 두고, 혼노지의 변(本能寺の変)으로 급사하기 전까지 기나이를 포함한 20여 개 구니의 지배를 완성시키고 많은 세력들을 종속시키는 등 일본 전국에 위령을 떨친다.
노부나가가 죽고 천하인의 지위를 이은 도요토미 히데요시(豊臣秀吉)는 일본 전국에 대한 천하통일을 성숙시켜 보다 총괄적인 지배 구조를 쌓아 올렸다. 히데요시는 이후 갖가지 정치, 외교적 패착을 벌여 사후 도쿠가와 이에야스에게 정권을 빼앗겼지만, 히데요시의 제도는 이에야스가 세운 에도 막부(江戸幕府)에서도 일부 수용되었다.

##### 무사로서 그의 정권을 세운 자
천하인이라 불리려면 어디까지나 무사(武士)여야만 했다. 즉 무력을 배경으로 자신의 무가 정권을 일으킨
자가 천하인이라고 불리는 것이다.

##### 일본 조정의 신하를 자처하며 행동하는 자
천하인은 예외없이 일본 조정의 신하라는 형태를 띠고서 정치 실권을 쥐었다. 그들은 일본 왕실(천황 또는 상황)을 그들 머리 위에 두고 그들의 사업을 주도했다고 알려져 있다. 무가정권이 출현할 무렵에 일본에서는 왕실이 차츰 그 권력을 잃어가고 있었고, 실권 없이 권위만을 보유하는 방향으로 기울고 있었다. 그럼에도 일본에서 천황은 여전히 ‘일본 66주’의 ‘왕’이었다.
조정의 신하로서 천하인이라 불린 자들은 미나모토노 요리토모나 아시카가 타카우지, 도쿠가와 이에야스처럼 세이이타이쇼군(征夷大将軍) 같은 무관 코스를 밟거나, 다이라노 기요모리 또는 도요토미 히데요시처럼 간파쿠(関白)나 태정대신(太政大臣)이라는 문관 코스를 밟는 경우도 있었다.
천하인 자체에는 그러한 코스가 그다지 관계가 없긴 했지만, 일정한 포스트에 나아가지 않고서는 천하인으로 간주되지 못했던 것도 사실이다. 오다 노부나가의 경우 덴쇼(天正) 3년(1575년)、우근위대장(右近衛大将)이 되고, 내대신(内大臣), 우대신(右大臣)으로 승진했다. 이후로는 줄곧 산이(散位)로 관직이 없는 상태였다. 교토의 조정은 노부나가에게 기존의 간파쿠 ・ 다조다이진 ・ 세이이타이쇼군 가운데 어느 쪽을 맡고 싶으냐고 그의 의사를 묻는 요망이 있었을 정도였다(삼직추임문제).

##### 정권에 ‘전국적’ 성격이 있는가
일본 역사에서 천하통일이란 앞에서 서술한 대로 일본 전국을 일원적 지배체제 아래 두는 것이었다. 그런 점에서 도요토미 히데요시와 도쿠가와 이에야스의 정권은 명실상부한 전국 정권이었다. 
미나모토노 요리토모의 경우 령국적 지배는 도고쿠(東国) 중심이었지만, 고케닌 제도를 통해 전국적인 인신지배가 이루어졌다. 아시카가 타카우지도 남북조 시대(南北朝の時代)에 해당하는 시기에 서로가 정당한 정권임을 내세웠지만 북조(北朝)를 끼고 있던 아시카가 쇼군케(足利将軍家)의 무가정권이 최종적으로 구게(公家) 남조(南朝) 정권보다 강력한 무력을 지니고 일본의 중심부인 교토를 거의 지배하였다.
오다 노부나가도 기나이(畿内)를 포함한 교토와 그 조정을 제압하였다. 그런 의미에서는 노부나가의 정권도 전국적인 성격을 가지고 있었던 것으로 해석할 수 있다.

#### 천하인의 조건

##### 천하를 쥘 의욕이 있었는가
천하인이 되기 위해서는 우선 그 자신이 천하인이 되겠다는 의욕이 있어야 할 것이다(그 의욕이 얼마나 굳건했는가는 다른 문제로 하고). 요리토모든 타카우지든 중앙의 구게 정권(조정)과는 다른 새로운 정권을 수립하려는 의욕을 본격적으로 드러낸 것은 그때그때 그들 각자에게 닥친 사태가 진정되고 나서의 일이었다.
또 천하를 잡겠다는 의욕만 있으면 누구나 천하를 노리려 드는 풍조가 나온 것은 센고쿠 시대에 이르러서의 일이고, 이를 지향하는 수많은 이들 가운데 몇몇만이 어느 단계에서 천하를 차지하려는 의욕을 본격적으로 갖게 되었으며, 그 중 몇몇만이 성공한 것이 현실이다.

##### 일정한 군사력과 경제력을 가졌는가
천하인의 정권은 그것을 수립함에 있어 방해되는 존재를 배제하고 라이벌을 압도할 만큼의 군사력을 갖지 않고는 성립할 수 없다. 정권 수립 이후에도 저항하려는 자들을 짓눌러 그 상태를 유지하기 위한 무력이 요구된다. 그러나 그 군사력은 꼭 자력에 제한되는 것이 아니며 그럴 필요도 없다. 군사력은 수 또는 질의 문제인 것이다.
경제력(経済力)도 천하를 잡기 위한 중요한 요소였다. 일본에서 경제력이란 농업 생산력, 특히 쌀의 생산력이 주류였다. 쌀은 화폐처럼 통용되는 편리한 상품이었다. 그렇다고 다이묘들이나 쇼군이 쌀만을 믿고 움직였던 것은 아니다. 다이라노 기요모리(平清盛)는 송과의 교역으로부터 힘을 얻었고, 아시카가 요시미쓰(足利義満)도 명과의 부역에 힘을 쏟았다. 노부나가가 라쿠이치라쿠자(楽市・楽座) 같은 상공업 중시 정책을 편 것은 유명하다. 히데요시는 일본 전역의 금광과 은광을 직할화시켰는데, 도요토미 씨(豊臣氏)가 부강했다는 것은 그러한 배경이 있었기 때문이라고도 운위되고 있다.

##### 필요한 가격과 지위를 가졌는가
천하인의 정권이 군사정권이었다고는 해도, 무턱대고 무단적 군사력만으로는 제대로 통치하기 어렵다. 피지배 집단으로부터 그들을 지배하는 것에 대한 동의 또는 관심을 불러 일으킬 만한 것을 고안해 내놓지 않으면 안 되었다. 정치 권력이란 단순한 실체로 존재하는 것이 아니라 그 권력을 따르는 자들과 통치되는 자들과의 관계로 성립되는 것이기 때문이다.
여기에 이른바 가격(家格)이나 관위(官位)이라는 것이, 그 지배되는 자를 납득하게 하고 지배되는 자가 스스로 납득하기 위한 중요한 요소의 하나라고 할 수 있다. 지배하는 쪽에서는 그러한 것을 갖춤으로써 지배의 정당성을 획득한다는 형태였다.
미나모토노 요리토모의 경우 세이와 겐지(清和源氏)의 적류(嫡流)로 무가 가와치 겐지의 미나모토노 요시이에(源義家)의 현손이라는 가격(家格)이 있었다. 타카우지 또한 마찬가지였다. 
그러다 오닌의 난(応仁の乱, 1467년~1477년) 이후 센고쿠 시대에 이르러 하극상 풍조가 높아지고 가격의 파괴가 실현된다. 백성 출신으로 가격 이전의 히데요시는 말할 것도 없고, 노부나가도 이에야스도 결코 그 가격이 높다고는 할 수 없는 이들이었다. 가격 파괴의 결과 힘이 있으면 출신에 관련한 의혹 같은 것은 묵인되는 시대가 되었다.

## 천하인의 역사의 종언
가에이 6년(1853년)에 흑선 내항(黒船来航)으로 일본 국내에 양이(攘夷) ・ 존왕사상(尊王思想)이 높아져, 최종적으로는 게이오(慶応) 3년(1867년)의 대정봉환(大政奉還)이라는 형태로 260여 년 동안 일본을 지배했던 에도 막부도 700여 년을 이어온 일본의 무가 정권도 막을 내렸다.
이후 왕정복고(王政復古)에 의한 메이지 유신(明治維新)이라는 형태로 일본은 서구화의 길을 걸었다. 동시에 무사(武士) 계급 그 자체도 존재 이유를 상실하게 되어, 무사 ・ 백성(百姓) ・ 조닌(町人)이라는 일본의 봉건적 신분제도도 법제상 철폐되었고, 무사의 소멸과 동시에 천하인의 역사도 막을 내렸다.

## 참고 문헌
- 今谷明 『天皇と天下人』（新人物往来社、1993年）
- 鈴木眞哉 『天下人の条件』（洋泉社、1998年）
- 鈴木眞哉 『天下人史観を疑う－英雄神話と日本人』（洋泉社新書、2002年）